# 911 v.Chr.
Het jaar 911 v.Chr. is een jaartal volgens de christelijke jaartelling.

## Gebeurtenissen

### Palestina
- Koning Asa (911 - 870 v.Chr.) heerser over het koninkrijk Juda.

### Assyrië
- Koning Adad-nirari II (911 - 890 v.Chr.) voert oorlog met de Arameeërs.
- Begin van het Nieuwe Assyrische Rijk (911 - 792 v.Chr.) Adad-nirari II bedreigt Babylon.

## Overleden
- Abia, koning van Juda